# Brottsoffer
Brottsoffer avser en person som lidit fysisk, psykisk, känslomässig eller ekonomisk skada till följd av ett brott eller maktmissbruk. Med skada av maktmissbruk menas skador som inte enligt nationell lagstiftning uppkommit till följd av brott men som strider mot internationella normer och grundläggande rättigheter. Skada kan även drabba närstående, vittnen och andra som hjälper brottsoffret. Det akademiska studiet av brottsoffer kallas viktimologi.

## Brottsoffer i Sverige
I rättegång i svenska brottmål betecknas den som påstås vara brottsoffer som målsägande. I rättegången kan målsägandens talan om skadestånd föras av åklagaren eller om sådant finns av målsägandens biträde målsägandebiträde. Om flera kvinnor eller män döms solidariskt skadeståndsskyldiga kan brottsoffret ingå överenskommelse med någon av dem och acceptera betalning endast för dennes "kvotandzel" av det totala skadeståndet. Om en sådan överenskommelse träffas innebär det att brottsoffret förlorar möjligheten att få brottsskadeersättning från Brottsoffermyndigheten och den gärningsman som ingått överenskommelsen fritas från det solidariska ansvaret. Det beror på att det är en grundförutsättning för att ett brottsoffer skall kunna tillerkännas brottsskadeersättning att brottsoffret kan visa att ingen av gärningsmännen kan betala skadeståndet. Har man ingått en överenskommelse med en av flera solidariskt betalningsansvariga kan man därefter inte kräva denne på betalning av hela beloppet. Därmed kan man inte heller hävda att denne inte skulle ha kunnat betala hela skadeståndet.
I Sverige finns den statliga Brottsoffermyndigheten och lokala, ideella brottsofferjourer som ska stödja brottsoffer. Bland de lagar som skyddar brottsoffer kan nämnas lagen om målsägandebiträde , lagen om besöksförbud  och lagen om särskild företrädare för barn . 
Stöd för brottsoffer/Socialtjänstlag (2001:453):
11 § Till socialnämndens uppgifter hör att verka för att den som utsatts för brott och dennes närstående får stöd och hjälp.
Socialnämnden skall särskilt beakta att kvinnor som är eller har varit utsatta för våld eller andra övergrepp av närstående kan vara i behov av stöd och hjälp för att förändra sin situation.
Socialnämnden skall också särskilt beakta att barn som bevittnat våld eller andra övergrepp av eller mot närstående vuxna är offer för brott och kan vara i behov av stöd och hjälp. Lag (2007:225).
Läs lagen i sin helhet på Riksdagen.se
Ovanstående kan innebära att du som är brottsoffer kan få rätt till ekonomisk hjälp till kostsam vård som exempelvis tand- och käkskador beroende av brottet under de långa väntetider till domstolsförhandling, som annars kan orsaka men för livet. Detta är viktigt då man i vissa fall måste vänta på sina försäkringspengar tills rättsväsendet haft sin gång. Brottsoffermyndigheten kan ej heller hjälpa dej ekonomiskt till hjälp med vård, så länge inte brottslingen är fälld. Idag kan väntetiderna innan det kommit upp i både tingsrätt och hovrätt ta flera år och konsekvenserna för brottsoffret i form av fysiska men kan vara omfattande om man inte beroende av rättsväsendets långa väntetider kan ha råd med kostsam vård till följd av brottet. Den som blir utsatt för ett brott.

## Fotnoter
1. ↑  Definition enligt https://web.archive.org/web/20110515115756/http://www.brottsoffermyndigheten.se/Sidor/EPT/Bestallningar/PDF/FN%20deklaration%20brottsoffer.pdf
2. ↑  Brottsoffermyndigheten
3. ↑  ”Lag (1988:609) om målsägandebiträde | Lagen.nu”. Arkiverad från originalet den 22 september 2007. https://web.archive.org/web/20070922120910/http://lagen.nu/1988:609. Läst 3 mars 2009.
4. ↑  Lag (1988:688) om besöksförbud | Lagen.nu
5. ↑  Lag (1999:997) om särskild företrädare för barn | Lagen.nu